# Ferhat Tunç
Pour les articles homonymes, voir Ferhat.
Ferhat Tunç, né le 14 mars 1964 à Tunceli, est un chanteur, écrivain et militant des droits de l'homme Kurdes Zazas alévi de Turquie.

## Biographie
En 1964, Ferhat Tunç Yoslun naît dans la province de Tunceli au sein d'une famille kurde-zaza de confession alévie. Ses parents sont Hüseyin et Çiçek Yoslun. Il a grandi avec ses trois frères et sœurs dont une, Nadire, qui est morte en 2018 en raison d'une crise cardiaque à l'âge de 46 ans,. Ferhat Tunç est au départ élevé par sa mère et son grand-père, survivant du massacre de Dersim (ancien nom de la province et toujours appelé ainsi par les Kurdes) qui a eu lieu en 1937-38 à la suite d'une révolte organisée par le chef tribal Seyid Riza pour l'indépendance du Kurdistan et qui a été violemment réprimée par les hommes de Mustafa Kemal Atatürk. En ce qui concerne son père, il était en Allemagne en tant que travailleur immigré. Tunç apprend à jouer au saz dès la primaire et se fait déjà un petit nom au sein de sa communauté en jouant à différents événements.
Fin 1979, la famille rejoint le père à l'étranger, un peu par obligation puisqu'à cette période plusieurs pogroms, comme par exemple le massacre de Maraş en décembre 1978, sont perpétrés contre les Kurdes et les alévis. Le jeune Ferhat apprend l'allemand dans une université populaire de Rüsselsheim am Main et veut déjà faire de la musique son métier. Il commence des études musicales à Mayence, mais qu'il ne terminera pas. Il sort deux albums, l'un en 1982 et l'autre en 1984, le dernier étant une critique du coup d'État du 12 septembre 1980 en Turquie. À cette période, il forme également un groupe avec plusieurs musiciens de nationalités différentes : deux Allemands, un Américain et un Grec.
Il retourne en Turquie en 1985 et sort son troisième album l'année suivante. C'est aussi à cette époque qu'il fera la connaissance d'autres chanteurs dissidents comme Ahmet Kaya.